# IC 3112
IC 3112 је спирална галаксија у сазвјежђу Береникина коса која се налази на листи објеката дубоког неба у Индекс каталогу.
Деклинација објекта је + 26° 1' 51" а ректасцензија 12h 17m 48,3s. Привидна величина (магнитуда) објекта IC 3112 износи 14,4 а фотографска магнитуда 15,2. IC 3112 је још познат и под ознакама MCG 4-29-61, CGCG 128-71, PGC 39450.